# Ойстрах Давид Федорович
Дави́д Фе́дорович (Фі́шельович) О́йстрах (17 (30) вересня 1908, Одеса — 24 жовтня 1974, Амстердам) — радянський скрипаль, диригент і педагог, народний артист СРСР (1953). Батько Ігоря Ойстраха (1931—2021).

## Біографічні відомості

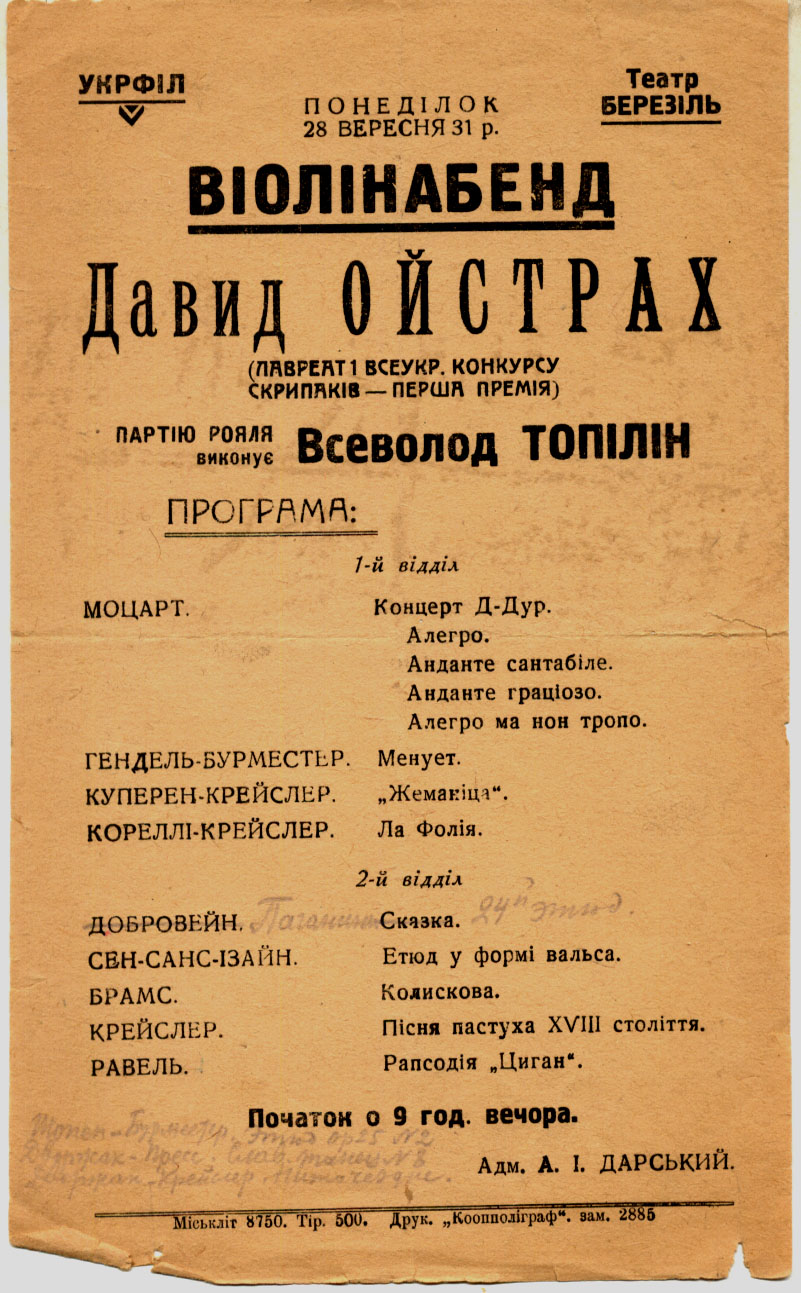
Афіша виступу Д. Ойстраха (з В. Топіліним) у Харкові в театрі «Березіль» 28 вересня 1931

Давид Ойстрах народився в місті Одеса 30 вересня 1908 року в єврейській родині купця другої гільдії Фішеля Давидовича Ойстраха і його дружини Бейли (див. запис одеського раввинату про народження). У п'ятирічному віці Давид Ойстрах почав вивчати скрипку й альт з викладачем Петром Столярським, першим і єдиним своїм учителем.
Дебютував Ойстрах в Одесі у 6-річному віці. 1923 року вступив до Одеської консерваторії, де вчився до 1926 року — тут він зіграв концерт І. С. Баха ля мінор та концерт С. Прокоф'єва ре-мажор. В 1927 році він виступив на сольному концерті в Києві, після чого одержав пропозицію зіграти скрипковий концерт Чайковского в Ленінграді з філармонічним оркестром під керуванням Миколи Малка.
1964 року Давид Ойстрах переніс серцевий напад, але продовжив працювати. До цього часу він став одним з основних пропагандистів культури Радянського Союзу на Заході. Після проведення чергового концерту в Амстердамі, Ойстрах помер від серцевого нападу 24 жовтня 1974 року. Його останки були перевезені в Москву, де він був похований на Новодівочому цвинтарі.

## Найвідоміші учні
Давид Ойстрах вів активну педагогічну діяльність, активно вишукував молодих здібних виконавців, відвідуючи регіональні та республіканські конкурси скрипалів у колишньому СРСР. Серед найвідоміших учнів Д. Ойстраха: Леонарда Бруштейн, Михайло Готсдінер, Роза Файн, Валерій Клімов, Олег Каган, Ґідон Кремер, Олег Криса, син — Ігор Ойстрах, Віктор Пікайзен, Семен Снітковський.

## Увічнення пам'яті
- В естонському місті Пярну регулярно проводяться музичні фестивалі пам'яті Ойстраха.
- На честь Ойстраха названо астероїд 42516 Ойстрах.
- В Одесі є вулиця Давида Ойстраха.

## Ойстрах в літературі
- Давиду Ойстраху присвячено вірш Ліни Костенко «Останній концерт Ойстраха у Києві».